# 1973 en photographie
| Années de la photographie : 1970 - 1971 - 1972 - 1973 - 1974 - 1975 - 1976    |
| Décennies de la photographie : 1940 - 1950 - 1960 - 1970 - 1980 - 1990 - 2000 |

Cet article présente les faits marquants de l'année 1973 en photographie.

## Événements
- mai : création de l'agence photographique française Sygma par Hubert Henrotte[1].
- Création de l'agence française de photojournalisme Sipa Press par le journaliste et photoreporter Gökşin Sipahioğlu.
- Jean-Pierre Sudre et son épouse Claudine s'installent à lascoste dans le Vaucluse et y créent un centre pédagogique et de recherche : Abbaye de Photothélème[2].
- Commercialisation par Canon du Canon EF, appareil photographique reflex mono-objectif argentique.
- Commercialisation par Minolta du Minolta XM, premier appareil photographique reflex professionnel de la gamme.
- L'artiste plasticien américain Lucas Samaras découvre les propriétés malléables du film SX-70 avant séchage et produit des autoportraits dont il retravaille l'émulsion ; il qualifie ces photographies qui relèvent de l'art Polaroid de « photo-transformations »[3].
- Le chanteur américain Paul Simon crée la chanson Kodachrome dans son album There Goes Rhymin' Simon :

They give us those nice bright colors

They give us the greens of summers

Makes you think all the world’s a sunny day.

## Photographies notables
- 17 mars : Slava « Sal » Veder, photographe d'Associated Press, Burst of Joy, photographie du retour d'un prisonnier de guerre accueilli par sa famille sur la base aérienne Travis en Californie ; elle en est venue à symboliser la fin de l'engagement des États-Unis dans la guerre du Viêt Nam[5].

## Livres de photographies
- (en) Berenice Abbott (préf. Elizabeth McCausland), New York in the Thirties, New York, Dover Publications, 97 p. (ISBN 978-0-48622-967-6) : réédition de Changing New York, 1939.
- Édouard Boubat, Miroirs : autoportraits, Paris, Denoël.
- Lucien Clergue, Genèse : 50 photographies sur des thèmes d'"Amers" choisis par Saint-John Perse, Paris, Belfond, 1973, 94 p.
- Charles Harbutt, Travelog, Cambridge, MIT Press,   (ISBN 978-0-26208-064-4) (Prix du livre des Rencontres d'Arles 1974).
- Chris Killip, The Isle of Man, New York, Witkin Gallery, 1973 ; portfolio de 12 photographies consacré à l'île de Man, commandé par le galeriste Lee Witkin et tiré à 25 exemplaires[6].
- Gina Lollobrigida,  Italia mia, préface d'Alberto Moravia, Paris, Flammarion (lauréat du Prix Nadar en 1974).
- Burk Uzzle, Landscapes, Magnum,  (ISBN 0-91412-201-0).

## Festivals et congrès photographiques

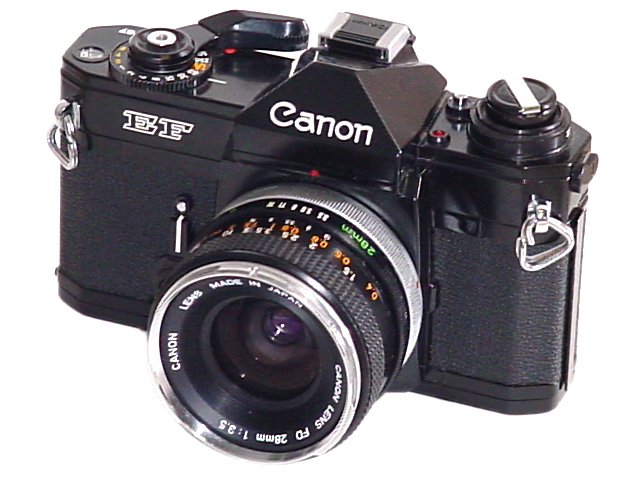
Canon EF.

- juillet-septembre : 4e Rencontres de la photographie d'Arles ; expositions consacrées à Imogen Cunningham, Judy Dater, Paul Strand, Edward Sheriff Curtis[7],[8].

## Prix et récompenses
- Prix Niépce: Albert Visage.
- Prix Nadar : André Kertész. Soixante ans de photographie, 1912-1972, Paris, Chêne, 1972, 224 p.
- Prix du livre des Rencontres d'Arles : George A. Tice (en), Paterson, New Brunswick, Rutgers University Press, 1972[7].
- Médaille David-Octavius-Hill : Josef Adolf Schmoll genannt Eisenwerth.
- Prix Erich-Salomon : le magazine Avenue – Das Magazin für Wissenskultur.
- Prix culturel de la Société allemande de photographie : Walter Bruch, Leopold Godowsky, Jr. et Gotthard Wolf.
- Prix Robert Capa Gold Medal : David Burnett, Raymond Depardon et Charles Gerretsen (Gamma Presse Images), pour leur couverture du coup d'État au Chili[9],[10].
- Prix Pulitzer de la photographie d'actualité : Huỳnh Công Út, pour sa photographie de la jeune Vietnamienne Phan Thị Kim Phúc et d'autres enfants, courant et hurlant de douleur après avoir été gravement brûlés par une attaque au napalm lors de la guerre du Viêt Nam.
- Prix Pulitzer de la photographie d'article de fond : Brian Lanker (en) pour sa série de photographies d'accouchements dans The Topeka Capital-Journal, notamment Moment of Life.
- Prix Ansel-Adams : Leonard Berkowitz.
- Prix de la Société de photographie du Japon / prix annuel : Bun'yō Ishikawa, Kōji Morooka, Hajime Sawatari.
- World Press Photo of the Year : Huỳnh Công Út, pour sa photographie de la jeune Vietnamienne Phan Thị Kim Phúc et d'autres enfants, courant et hurlant de douleur après avoir été gravement brûlés par une attaque au napalm lors de la guerre du Viêt Nam[11].

## Naissances
- 27 janvier : Aino Kannisto, photographe et artiste finlandaise.
- 21 février : Miho Kajioka, photographe japonaise, lauréate en 2019 du Prix Nadar.
- 18 mai : Matthieu Paley, photographe français.
- 27 mai : Christian Lutz, photographe documentaire indépendant suisse, lauréat en 2011 du prix Photographe Swiss Press de l'année.
- 25 juin : Mathieu Asselin, photographe documentaire franco-vénézuélien.
- 27 juin: Stephanie Welsh,  photographe et sage-femme américaine, lauréate en 1996 du Prix Pulitzer de la photographie d'article de fond.
- 21 juillet : Adrees Latif, photographe pakistanais, lauréat du Prix Pulitzer de la photographie d'actualité en 2008 et en 2019.
- 15 septembre : Philippe de Poulpiquet, photographe français, lauréat en 2012 du prix Pictures of the Year International.
- 21 novembre : Nath-Sakura, photographe et journaliste franco-espagnole.
- 25 novembre : Matthew Pillsbury, photographe américain.
- 25 décembre : Guillaume Perret, reporter-photographe et portraitiste suisse, lauréat en 2018 du prix Photographe Swiss Press de l'année.

- Date précise inconnue ou non renseignée :
  - Juliette Agnel, photographe française, lauréate en 2023 du Prix Niépce.
  - Aassmaa Akhannouch, artiste et photographe marocaine, lauréate en 2021 du prix HSBC pour la photographie.
  - Kristen Ashburn, photojournaliste et photographe documentaire américaine.
  - Julien Magre, photographe français, lauréat en 2022 du Prix Niépce.
  - Justyna Mielnikiewicz, photojournaliste et vidéaste indépendante polonaise, lauréate en 2009 de la Bourse Canon de la femme photojournaliste et en 2016 du Prix W. Eugene Smith.
  - Nicolas Ruel, photographe canadien.
  - Majid Saeedi, photojournaliste et photographe de guerre iranien.
  - Stephanie Sinclair, photojournaliste américaine, lauréate en 2019 du Prix Erich-Salomon.

## Décès
- 6 janvier : John Whitby Allen, photographe et modéliste ferroviaire américain, né le 2 juillet 1913.
- 18 février : Ina Bandy, photographe américain, né le 14 octobre 1903.
- 20 février : José Casaú, photographe et photojournaliste espagnol actif à Carthagène, né le 14 mai 1889.
- 2 mars : Ugo Mulas, photographe italien, né le 28 août 1928.
- 25 mars : 
  - Jakob Sildnik,  photographe et réalisateur estonien, né le 4 février 1883.
  - Edward Steichen, photographe américain, né le 27 mars 1879.
- 7 avril : Eliot Elisofon, photographe documentaire et photojournaliste américain, né le 17 avril 1911.
- 21 avril : Philippe Tiranty, inventeur français, distributeur d'appareils photographiques et éditeur d'ouvrages sur la photographies, né le 15 juillet 1883.
- 22 avril : Jean de Wouters, inventeur et ingénieur belge, qui a près de vingt inventions liées aux appareils photographiques sous-marins, né le 27 janvier 1905.
- 12 mai : Edith Tudor-Hart, photographe britannique d'origine austro-hongroise, née le 28 août 1908.
- 16 mai : Tenzin Gyatso, Demo Rinpoché et photographe tibétain, né en 1904.
- 20 mai : 
  - Klára Langer, photographe hongroise, née le 23 janvier 1912.
  - Tamotsu Yatō, photographe japonais, né vers 1928.
- 27 juin : André Zucca, photographe français, né le 18 mai 1897.
- 5 juillet : Gaston de Jongh, photographe suisse actif à Lausanne, né le 4 mars 1888.
- 8 juillet : Charles Bartésago, photographe français, né le 14 décembre 1878.
- 23 juillet : Naciye Suman, photographe professionnelle turque, née le 23 avril 1881.
- 11 août : Bernard Biraben, photographe et illustrateur français, né le 30 novembre 1920.
- 27 août : Carlo Mollino, architecte et photographe italien
- 1er septembre : Emmanuel Peillet, écrivain et photographe, membre du Collège de 'Pataphysique et de l'Oulipo, né le 21 janvier 1914.
- 13 septembre : Martín Chambi, photographe péruvien, né le 5 novembre 1891.
- octobre : Arthur Sasse, photographe américain de l'agence United Press International, né le 30 juillet 1908.
- 11 novembre : James Edward Abbe, photographe américain, né le 17 juillet 1883.
- 14 novembre : Gabriel Casas, photographe espagnol, né le 21 décembre 1892.
- 29 novembre (tué lors d'un reportage au Cambodge) : Taizo Ichinose, photographe de guerre japonais, né le 1er novembre 1947.

- Date précise inconnue ou non renseignée :
  - Michael Cooper, photographe britannique connu pour ses photographies de musiciens de rock, né le 16 mai 1941.
  - Clément Dessart, photographe belge, né le 6 juin 1891.
  - Boris Koudoïarov, photographe et photojournaliste soviétique, né en 1898.

## Célébrations
Centenaire de naissance
- Charles Abraas
- Ernesto Aurini
- Joshua Benoliel
- Gabriel Cromer
- Augusta Curiel
- Ernest J. Bellocq
- Ernesto Burzagli
- Paul Géniaux
- Baldomero Gili
- Léon Gimpel
- Céline Laguarde
- Frank S. Matsura
- Louis Meurisse
- Philippe Tassier

Centenaire de décès
- Charles Hippolyte Fockedey
- Louis-Joseph Ghémar
- Noël Paymal Lerebours